# Ciutadilla
Ciutadilla település Spanyolországban, Lleida tartományban. Ciutadilla Verdú, Guimerà, Passanant i Belltall, Vallbona de les Monges és Nalec községekkel határos. Lakosainak száma 194 fő (2024).

## Népesség
A település népessége az utóbbi években az alábbiak szerint változott:
| Lakosok száma | 259  | 872  | 647  | 458  | 259  | 245  | 226  | 209  | 208  | 194  |
|               | 1717 | 1887 | 1936 | 1960 | 1986 | 2004 | 2009 | 2014 | 2019 | 2024 |